# ظلال من الشك (فلم)
ظلال من الشك (بالإنجليزية: Shadow of a Doubt) هو فيلم إثارة نفسية أمريكي عام 1943 للمخرج ألفريد هيتشكوك، وبطولة تيريزا رايت وجوزيف كوتين، كتب الفيلم ثورنتون وايلدر، سالي بنسون، ألما ريفيل. ترشح الفيلم لجائزة الأوسكار لأفضل قصة لجوردون ماكدونيل. تم إختيار الفيلم في عام 1991 للحفظ في سجل الأفلام الوطني بالولايات المتحدة من قبل مكتبة الكونغرس، حيث إعتبر ذات أهمية (ثقافية وتاريخية وجمالية)، والفيلم هو المفضل لهيتشكوك من بين جميع أفلامه.

## طاقم التمثيل
تيريزا رايت: في دور شارلوت «تشارلي» نيوتن
جوزيف كوتين: في دور العم تشارلز أوكلي
ماكدونالد كاري: في دور المحقق جاك غراهام
هنري ترافرز: في دور جوزيف نيوتن
باتريشيا كولينج: في دور إيما نيوتن
والاس فورد: في دور المحقق فريد سوندرز
هيوم كرونين: في دور هيربي هوكينز
ادنا ماى: في دور آن نيوتن
تشارلز بيتس: في دور روجر نيوتن
إيرفينغ بيكون: في دور ناظر المحطة
كلارنس موسى: في دور الحمال
جانيت شو: في دور لويز فينش
إستيللي جويل: في دور كاترين

## أحداث الفيلم
يعيش تشارلز أوكلي وحيدًا، تطرق بابه صاحبة المنزل لتخبره أن رجلين جاءا للبحث عنه؛ ويرى تشارلز الرجلين ينتظران في الشارع أمام غرفته ويقرر مغادرة البلدة.
شارلوت (تشارلي) نيوتن هي فتاة في سن المراهقة تشعر بالملل وتعيش في بلدة سانتا روزا بكاليفورنيا، وتتلقى أخبارًا رائعة بموعد وصول شقيق والدتها الأصغر تشارلز أوكلي في زيارة تستغرق بعض أيام. يصل خالها وفي البداية يسعد الجميع بزيارته، وخاصة الشابة تشارلي. يجلب العم تشارلي الهدايا للجميع، حيث أعطى ابنة أخته خاتم الزمرد الذي يحتوي على الأحرف الأولى من أسم شخص آخر محفورة داخل الخاتم. يعمل زوج الأخت، جوزيف نيوتن في أحد البنوك ويخبره العم تشارلي أنه يريد فتح حساب وإيداع 40.000 دولار في مصرفه. يظهر رجلان في منزل نيوتن يتظاهران أنهما يعملان على مسح وطني للوقوف على حالة أسرة مثالية مثل أسرته، وينزعج العم تشارلي ويوبخ أخته لفتح منزلها للغرباء، ويلتقط أحد الرجال صورة للخال تشارلي، الذي يطالبه بأخذ شريط الفيلم، لأن «لا أحد يلتقط صورتي» ويسأل الرجل الأصغر، جاك غراهام، الشابة تشارلي، وتخمن أنه محقق، وهو بالفعل محقق شرطة، ويوضح لها أن خالها هو أحد المشتبهين اللذين يمكن أن يكون «قاتل الأرملة الطروب» (قضية أثارت الرأي العام ومازالت تحت البحث)، ترفض تشارلي تصديق ذلك في البداية، ولكنها تلاحظ بعد ذلك أن الخال تشارلي يتصرف بغرابة، في المقام الأول مع قصاصة أخبار من صحيفة والدها التي تصف جريمة قتل، فيمزق خالها جزء من الصحيفة بحجة عمل لعبة للأطفال، ثم الأحرف الأولى المحفورة داخل الخاتم والتي وصفها بأنها خطأ من بائع الحلي، وتوافق الحروف المحفورة مع أسم واحدة من ضحايا القتل، بل إنه صرح بوضوح على مائدة الطعام إنه يكره الأرامل الأغنياء، ويصيب الرعب الفتاة تشارلي وتهرع خارج البيت ويلاحقها خالها، ويأخذها إلى إحدى المقاهي ويعترف بأنه أحد المشتبهين بجريمة القتل، ويطلب منها المساعدة؛ توافق على مضض على عدم التصريح بأي شيء، طالما أنه يغادر قريبًا، لتجنب المواجهة الرهيبة التي من شأنها أن تدمر والدتها. تعرف تشارلي أن المحقق عندما أعاد شريط الفيلم إلى الخال تشارلي قد أعاد شريط آخر، وأن الصور تم طباعتها وتعرف على خالها شهود على جرائمه، ولكن تصل أنباء جديدة عن أن الشرطة طاردت مشتبهاً بديلاً وقتلته طائرة مروحية. يصارح المحقق جاك الشابة تشارلي أنه يحبها ويرغب في الزواج منها ثم يغادر البلدة. يسعد الخال تشارلي بتبرئته، لكن الشابة تشارلي تعرف كل أسراره، وتشك في محاولة خالها التخلص منها عندما لاحظت قطع في سلالم شديدة الانحدار تعتاد إستخدامها في المنزل وبشكل خطير. يقول الخال تشارلي إنه يريد أن يستقر مع أسرة أخته ولكن الشابة تشارلي تهدده إنها ستقتله إذا بقي، وفي وقت لاحق من تلك الليلة يحثها الخال على أخذ السيارة من المرآب، وقد ترك المحرك يعمل والمرآب ممتلئًا بأبخرة العادم، تحاول الفتاة إيقاف تشغيل المحرك ولكن المفتاح ليس في مكانه وعندما تحاول المغادرة تجد الباب مغلقًا وهي محاصرة في المرآب. تصادف مرور هيربي صديق نيوتن، ويسمع الفتاة تضرب باب المرآب ويخرجها في الوقت المناسب.
يعلن الخال تشارلي عن المغادرة إلى سان فرانسيسكو، مع أرملة ثرية، السيدة بوتر، وفي محطة القطار، تركب الفتاة تشارلي القطار مع شقيقتها الصغرى آن وشقيقهما لرؤية مقصورة الخال تشارلي، وبينما ينزل الأطفال، يعيق الخال تشارلي ابنة أخته تشارلي في القطار، محاولاً أن يقتلها بدفعها للخارج بعد أن يسرع القطار، ولكنه يسقط هو أمام قطار قادم. تقام جنازة وتكريم للخال تشارلي من قبل سكان المدينة، وتقر الفتاة تشارلي بأنها سوف تحجب معلومات حاسمة، لقد عقدت العزم على إبقاء جرائم العم تشارلي سرا

### ظهور خاطف لهيتشكوك في الفيلم
يظهر ألفريد هيتشكوك حوالي 16 دقيقة في الفيلم، في مشهد القطار إلى سانتا روزا، يظهر هيتشيكوك يلعب البريدج مع الطبيب هاري وزوجته، بينما يسافر تشارلي في القطار تحت الاسم المستعار أوتيس، وهو مستلق بسبب الصداع النصفي، والسيدة هاري تحاول مساعدته، لكن زوجها غير مهتم ويستمر في لعب الورق. يرد الطبيب هاري على هيتشكوك بأنه لا يحمل أوراق جيدة، بينما يمسك هيتشكوك مجموعة كاملة من البستوني، وهي أفضل مجموعة أوراق في البريدج.

## الإنتاج

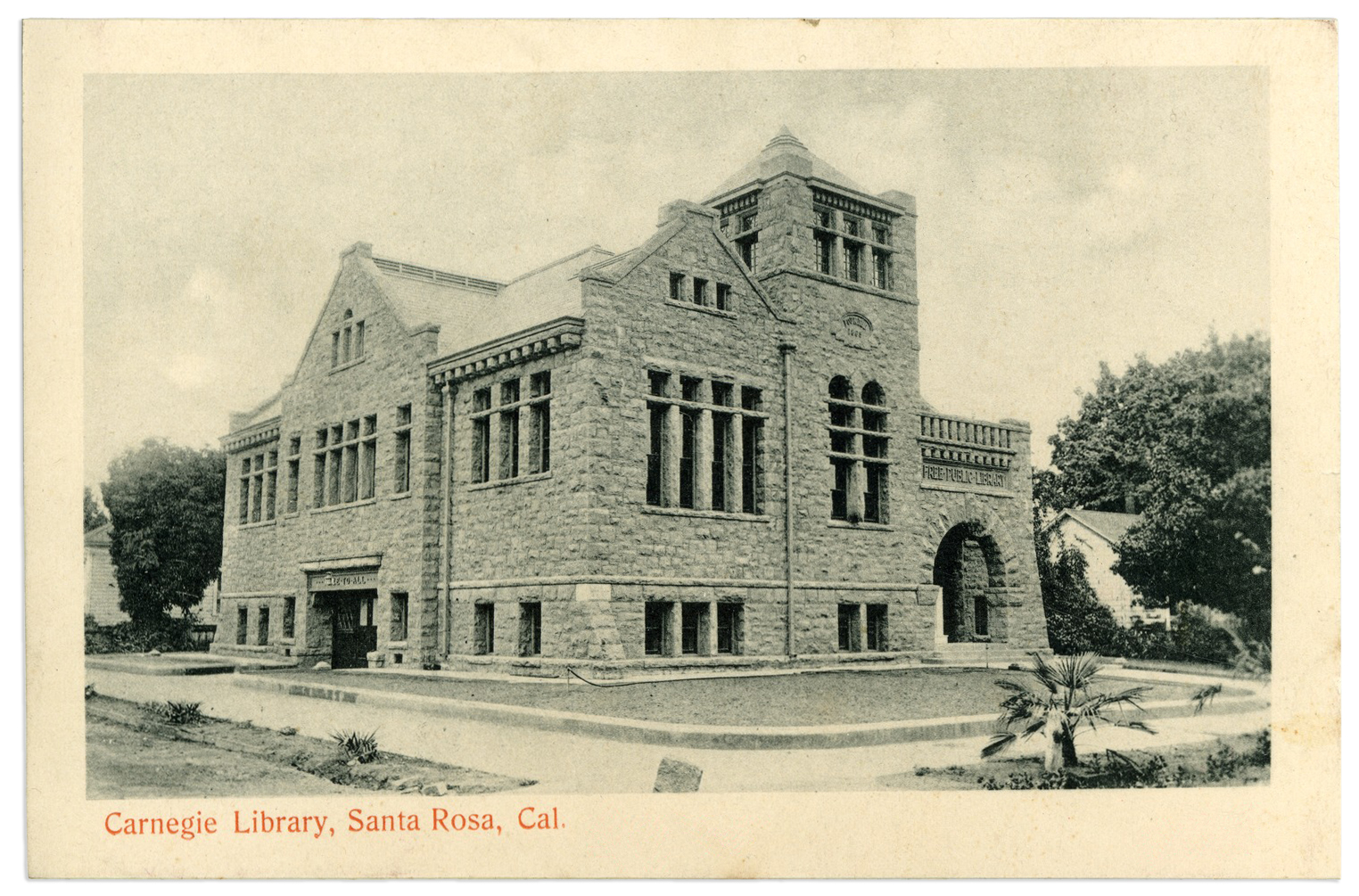
بطاقة بريدية لمكتبة كارنيجي في سانتا روزا، كاليفورنيا

بدأ مشروع الفيلم عندما أخبرت مارجريت ماكدونيل (رئيسة قسم القصص بمؤسسة ديفيد سيلزنيك للسينما) هيتشكوك أن زوجها جوردون لديه فكرة مثيرة للاهتمام عن رواية تعتقد أنها ستصنع فيلمًا جيدًا. إستندت فكرته المسماة «العم تشارلي» إلى القصة الحقيقية لأيرل نيلسون القاتل المتسلسل في أواخر عشرينيات القرن العشرين والمعروف باسم «رجل الغوريلا».
تم تصوير الفيلم في سانتا روزا بكاليفورنيا على أنها نموذج لمدينة أمريكية يفترض أنها سلمية وصغيرة قبل الحرب، وحيث أن كاتب السيناريو هو ثورنتون وايلدر ومدينة سانتا روزا هي بيئة معروفة له، مع إضافة لمسة هيتشكوك لمشاهد المدينة. في سيرة باتريك ماكجيليجان لهتشكوك، قال أن الفيلم ربما كان أكثر أفلام هيتشكوك أمريكية حتى ذلك الوقت. تم تصوير بداية الفيلم بلقطات مرتفعة للمنطقة الوسطى في نيوآرك بمدينة نيوجرسي للتحايل على الشروط الأمريكية في زمن الحرب للبناء والمباني بتكلفة قصوى تبلغ خمسة آلاف دولار، يقع منزل عائلة نيوتن في المبنى 904 شارع ماكدونالد في سانتا روزا، والذي لا يزال قائماً، محطة السكة الحديد في الفيلم أصبحت مركزاً للزوار

## الموسيقى
قام ديميتري تيومكين بكتابة موسيقى الفيلم وكان هذا التعاون الأول بينه وبين هيتشكوك، ثم استمر التعاون في أفلام (غرباء في قطار- أنا أعترف – إتصل بالحرف م للقتل)، في موسيقى هذا الفيلم يقتبس ديمتري توامكين لحن «فالس الأرملة الطروب» للموسيقار النمساوي فرانتس ليهار، حيث يستعمله كلحن دال على شخصية القاتل، فنشاهد راقصين يرقصان الفالس على نغم الأرملة الطروب في أول الفيلم وأثناء أحداث الفيلم.

## إستقبال الفيلم والنقد
حصل الفيلم حال صدوره على تعليقات إيجابية بالجملة، أحب الناقد والصحفي بوسلى كراوثر الفيلم إلى حد كبير وكتب أن هيتشكوك يستطيع أن يجعل جلد المشاهد يقشعر أكثر من أي مخرج آخر في هوليوود، وأطلقت مجلة تايم على الفيلم لفظ (رائع)، بينما ذكرت مجلة فاريتي أن هيتشكوك يحفر بذكاء شخصيات مدينته الصغيرة ومحيطه المنزلي، كانت صحيفة تجارة الترفيه وفي مراجعاتها اليومية عن الافلام، أشادت بالفيلم في كل جوانب الإنتاج، كما توقعت حصيلة كبيرة لدور العرض التي تقدم أحدث أعمال هيتشكوك، وأشارت الصحيفة عن طريق الخطأ إلى فيلم هيتشكوك لعام 1941 بأسم (التشويق)، بدلا من (ظلال من الشك) حيث كتبت: " من بين جميع الأفلام الرهيبة المذهلة التي أخرجها ألفريد هيتشكوك (أستاذ التشويق وسحر الغموض) هذا الفيلم موجه أساسا لإثارة الجماهير الأمريكية ولصب النقود في خزائن دور العرض الأمريكية، تماما كما كان الحال في تحفته الأخيرة، "التشويق"، تتحرك القصة بشكل مباشر نحو النهاية التي يتوقعها المتفرج بشكل أو بآخر، إنتاج من الدرجة الأولى وكذلك تصوير جوزيف فالنتين، لا يوجد ظلال من الشك حول نجاح هذا الفيلم. سألت فليتشر ماركل في البرنامج التلفزيوني "تلسكوب" عام 1964، في لقاء مع هيتشكوك: " يعتبر معظم النقاد دائمًا أن فيلمك ظلال من الشك عام 1943، أفضل فيلم لك" رد هيتشكوك على الفور، "أنا أيضًا"، ثم سألت ماركل: "وهذا ما زال رأيك؟" رد هيتشكوك "لا شك". ٍسأله المخرج الفرنسي فرانسوا تروفو في لقاء تلفزيوني نفس السؤال، وأجاب هيتشكوك أن فيلم ظلال من الشك ليس أفضل ما اخرج، وإن كان في لقاء آخر بين الإثنين آفاد هيتشكوك أن الفيلم أفضل أعماله، وفي مقابلات تالية مع مايك دوجلاس عام 1969، ومع ديك كافيت عام 1972 آفاد هيتشكوك نفس الإفادة، أيضا ابنة هيتشكوك "بات" صرحت بأن فيلم أبيها المفضل كما كان يقول دائما: "ظلال من الشك".
لا يزال يعتبر الفيلم عملًا رئيسيًا لهيتشكوك، ووصف الناقد المعاصر ديف كير بأنها «تحفة هيتشكوك الأولى»، وقد وافق على ذلك العديد من النقاد الآخرين. إستنادًا على أراء 45 ناقد وحسب موقع الطماطم الفاسدة حصل الفيلم على تصنيف موافقة 100%، وهذا يعني درجة 9.19 من 10، ويقول إجماع الموقع: «إن أقدم أعمال ألفريد هيتشكوك الكلاسيكية والمفضلة لديه شخصيا، تتعامل مع الإثارة الزاحفة في أجساد المشاهدين بذكاء مثل شخصياته المظللة بدقة». عندما طلب النقاد من هيتشكوك وصف الفيلم، قال: «الحب وإتباع النظم الجيدة، لا يدفع الشر عنك». يقول الكاتب والسينمائي الأمريكي دافيد ماميت في كتابه «بامبي ضد جودزيلا» أن فيلم ظلال من الشك هو أفضل أفلام هيتشكوك.

### اقتباس وإعادة إصدار
تم إعداد الفيلم للبث الإذاعي في 3 يناير 1944  ولعب الأدوار تيريزا رايت ووليام باول في دور الخال تشارلي، وكان هيتشكوك قد رشح وليام باول لتمثيل الخال تشارلي في الفيلم ولكن شركة مترو رفضت، وفي عام 1950 ظهر الفيلم مرة أخرى كمسرحية إذاعية  من بطولة كاري جرانت في دور الخال تشارلي وبيتسي دريك في دور الشابة تشارلي. تم إعداد الفيلم لمسرح فورد عام 1949، ثم قام مسرح نقابة الشاشة بإعداد الفيلم مرتين مع الممثل الأصلي للفيلم جوزيف كوتين، الأولى مع فانيسا براون في دور شابة تشارلي، والثانية مع ديانا دوربين.
تم إعادة إنتاج الفيلم مرتين: في عام 1958 تحت نفس العنوان الأصلي، وعام 1991 كفيلم تلفزيوني بطولة مارك هارمون، وفي عام 2013 ظهر فيلم «ستوكر» وهو مستوحى من فيلم هيتشكوك «ظلال من الشك».

## وصلات خارجية
ظلال من الشك على موقع IMDb (الإنجليزية)
- ظلال من الشك على موقع ميتاكريتيك (الإنجليزية)
- ظلال من الشك على موقع الموسوعة البريطانية (الإنجليزية)
- ظلال من الشك على موقع روتن توميتوز (الإنجليزية)
- ظلال من الشك على موقع نتفليكس (الإنجليزية)
- ظلال من الشك على موقع ألو سيني (الفرنسية)
- ظلال من الشك على موقع Turner Classic Movies (الإنجليزية)
- ظلال من الشك على موقع أول موفي (الإنجليزية)
- ظلال من الشك على موقع بوكس أوفيس موجو (الإنجليزية)
- ظلال من الشك على موقع فيلمافينيتي (الإسبانية)

### بثوث صوتية
بث صوتي أول
بث صوتي ثاني